# تظاهرات پوستی سارکوئیدوز
سارکوئیدوز، یک بیماری التهابی، حدود ۲۵٪ از بیماران پوست را درگیر می‌کند. شایع‌ترین ضایعات عبارتند از: اریتم ندوزوم، پلاک، راش ماکروپاپولار، گره‌های زیر جلدی و لوپوس پرنیو. عموما درمان لازم نیست، زیرا ضایعات معمولاً طی دو تا چهار هفته خود به خود برطرف می‌شوند. گرچه ممکن است تغییر شکل دهد، سارکوئیدوز پوستی به ندرت باعث مشکلات اساسی می‌شود.

## طبقه‌بندی

### مرفولوژی
سارکوئیدوز اولسراتیو یک بیماری پوستی است که تقریباً ۵٪ از افراد مبتلا به سارکوئیدوز را درگیر می‌کند.
سارکوئیدوز حلقوی یک بیماری پوستی است که با ضایعات پوستی پاپولار مرتب شده در الگوهای حلقوی، معمولاً با رنگ قهوه ای قرمز مشخص می‌شود.

### الگو
سارکوئیدوز مورفه آ فرم یک بیماری پوستی بسیار نادر است که با ضایعات پوستی پوستی سارکوئیدوز همراه با فیبروز قابل توجه، شبیه‌ مورفئه آ مشخص می‌شود.
سارکوئیدوز اریتودرمیک یک بیماری پوستی و نوع بسیار نادر سارکوئیدوز است.
سارکوئیدوز هیپوپیگمانته یک بیماری پوستی است که با نواحی از پوست با رنگ آمیزی کم رنگ مشخص می‌شود. این بیماری معمولاً در نژادهای رنگی تیره تشخیص داده می‌شود و ممکن است اولین علائم سارکوئیدوز باشد.
سارکوئید پاپولار نوعی بیماری پوستی است که با پاپول  مشخص می‌شود، که متداول‌ترین مورفولوژی سارکوئیدوز پوستی است.
سارکوئیدوز Ichthyosiform نوعی بیماری پوستی است که شبیه ایکتیوز ولگاریس یا ایکتیوز اکتسابی است، که پوسته پوسته شدن ریز آن معمولاً در اندام‌های انتهایی است.

### محل
سارکوئیدوز زیر جلدی (همچنین به عنوان "بیماری Darier – Roussy" و "Darier-Roussy sarcoid" شناخته می‌شود) یک بیماری پوستی است که با ندول‌های عمقی ۰٫۵ تا ۰٫۳ سانتی‌متری تنه و اندام مشخص می‌شود.
سارکوئید اسکار (همچنین به عنوان «سارکوئیدوز در اسکار» شناخته می‌شود) یک بیماری پوستی است که با نفوذ و افزایش خال کوبی‌ها و زخم‌های مسطح قدیمی به دلیل سارکوئیدوز مشخص می‌شود.
سارکوئیدوز مخاطی یک بیماری پوستی است که با پاپول‌هایی به اندازه سنجاق سر مشخص می‌شود که ممکن است در یک گروه قرار گرفته و با هم ادغام شوند و یک پلاک صاف ایجاد کنند.
سارکوئیدوز اریتودرمیک یک بیماری پوستی و نوع بسیار نادر سارکوئیدوز است.